# 柏市立柏高等学校
柏市立柏高等学校（かしわしりつかしわこうとうがっこう、Kashiwa Municipal High School）は、千葉県柏市船戸山高野にある市立高等学校。略称は『市柏』（いちかし）。

## 設置課程
- 全日制課程
  - 普通科
  - スポーツ科学科
将来専門分野で活躍したり、生涯学習におけるリーダー的な役割を担ったりする人材の育成を図る為、学校独自の専門科目を設置。スポーツ全般の基礎的な技術理論を学び、コンピュータを活用した課題研究も行う。更に、野外実習や救急法講習を通して、アウトドアや緊急時の対処法を身につける。

## 学校行事
- 4月 - 入学式、宿泊研修（1年）、校外HR（2、3年）
- 5月 - 中間考査
- 6月 - リーダー研修
- 7月 - 期末考査
- 8月 - 就職希望者企業訪問
- 9月 - 翔鷹祭（文化の部、体育の部）
- 10月 - 学校説明会、中間考査
- 11月 - 芸術鑑賞会、創立記念日（17日）、修学旅行（2年）
- 12月 - 期末考査
- 1月 - 学年末考査（3年）、予餞会
- 2月 - マラソン大会（１、2年）、入学試験
- 3月 - 学年末考査（1、2年）、卒業式

## 部活動

### 吹奏楽部
開校と同時に総監督である石田修一と部員14名で創部。全日本吹奏楽コンクールを目指す「赤組」、日本管楽合奏コンテストを目指す「青組」、全日本マーチングコンテストとマーチングバンド全国大会を目指す「白組」に分かれて活動している。
1984年、全日本吹奏楽コンクール全国大会に初出場し金賞を受賞。1990年以降は、規定による不出場の年を除き毎年全国大会に出場している。また、世界吹奏楽大会、マーチングバンド世界大会、マーチングバンド国際大会、全日本高等学校選抜吹奏楽大会、全日本高等学校吹奏楽大会in横浜などの大会にも出場している。
大会以外には、年末に行われるチャリティーコンサート（定期演奏会に当たるもの）や地域のイベントなどに参加している。また、日本各地や海外でのコンサートツアーを行うなど精力的に活動している。
練習時間は、平日で約4時間、休日で約8時間、さらに「自主練」として朝練や昼練、居残り練習にもほとんどの生徒が参加している。1か月で計約144時間の練習をしている。

### 柔道部
インターハイ女子団体戦3連覇を達成している（1998年～2000年）。

### 駅伝競走部
2005年の高校駅伝に出場した。関東大会への出場経験もある。

### 野球部
1989年春（第61回）に出場（1回戦で元木大介を擁した上宮高等学校に敗れる）。関東大会にも出場経験あり。

## 国際交流
柏市は姉妹都市としてアメリカ・トーランス市と交流を持っており、同高校ではホームステイをし合う。
詳しくは柏市の姉妹都市・提携都市を参照。

## 備考
- 柏市の北端（野田市との境界線）近くに学校があり、商業施設は付近には存在しない。
- 柏駅と北柏駅から路線バスがあるが距離があり高額である。2005年8月24日、当校からおよそ2kmの位置に柏たなか駅が開業したため自転車通学する生徒も存在する。
- 生活指導に力を入れており、校則は厳しい。
- 補助カバンなどの校名表記は『KASHIWA MUNICIPAL』と英語表記（全て大文字）されている。

## 不祥事
吹奏楽部生徒の自殺
2018年12月5日、同校の中庭で吹奏楽部の男子生徒が頭から血を流して倒れている状態で発見され、後に死亡が確認された。2022年3月25日に柏市いじめ重大事態調査検証委員会は、男子生徒の死因は自殺であると認定し、間接的な原因として部活の長時間練習があると指摘した。同委員会によれば、政府や千葉県教育委員会による部活動のガイドラインをはるかに上回る月192.5時間に及ぶ過重な練習時間により、生徒が受ける授業時間も併せると過労死ラインも超過するため、自殺した疑いがあるとの報告書を柏市に提出した。また、事件直後から部員の意見を入れずに練習や演奏会を再開したほか、遺族への配慮に欠けた対応を行い、直ちに第三者委員会を設置しなかったなどの問題点が指摘された。

## 著名な出身者

### 野球
- 清田育宏
- 宇佐見真吾
- 坂本大空也
- 船越涼太
- 森和樹
- 八島祥司

### バスケットボール
- 太田敦也
- 亀﨑光博
- 横山悠衣
- 宮田幸典
- 一色翔太
- 岳亭

### バレーボール
- 長野仁美

### 柔道
- 小松崎弘子
- 根崎裕子
- 山下亜希

### 芸能
- 野上孟（ドラマー）
- 桑原秀和（アナウンサー）
- 五明拓弥（グランジ）
- 御寺ゆき（マジシャン・グラビアアイドル）
- 田中彪（俳優）
- 副島淳 (レポーター、俳優)

### その他
- PDRさん（YouTuber）